# Rob Bontje
Johannes Cornelius Bontje, znany jako Rob Bontje (ur. 12 maja 1981 w Grevenbicht) – holenderski siatkarz, grający na pozycji środkowego, były zawodnik Jastrzębskiego Węgla. Jest reprezentantem i byłym kapitanem reprezentacji Holandii, którą reprezentował w 326 meczach.

## Sukcesy klubowe
Mistrzostwo Holandii:
- 2004

Mistrzostwo Włoch:
- 2010

Puchar CEV:
- 2011

Klubowe Mistrzostwa Świata:
- 2011

Mistrzostwo Polski:
- 2013, 2014

Liga Mistrzów:
- 2014, 2015

Mistrzostwo Niemiec:
- 2015

Mistrzostwo Belgii:
- 2016, 2017

Superpuchar Belgii:
- 2016

## Sukcesy reprezentacyjne
Liga Europejska:
- 2004

Memoriał Huberta Jerzego Wagnera:
- 2013

## Nagrody indywidualne
- 2009: Najlepszy blokujący Serie A w sezonie 2008/2009[2]
- 2015: Najlepszy blokujący zawodnik Ligi Mistrzów